# Euphagus
Euphagus là một chi chim trong họ Icteridae.

## Hình ảnh

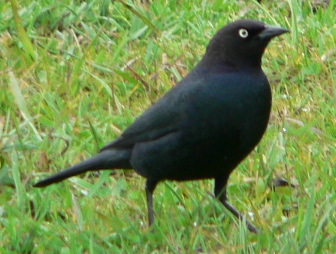
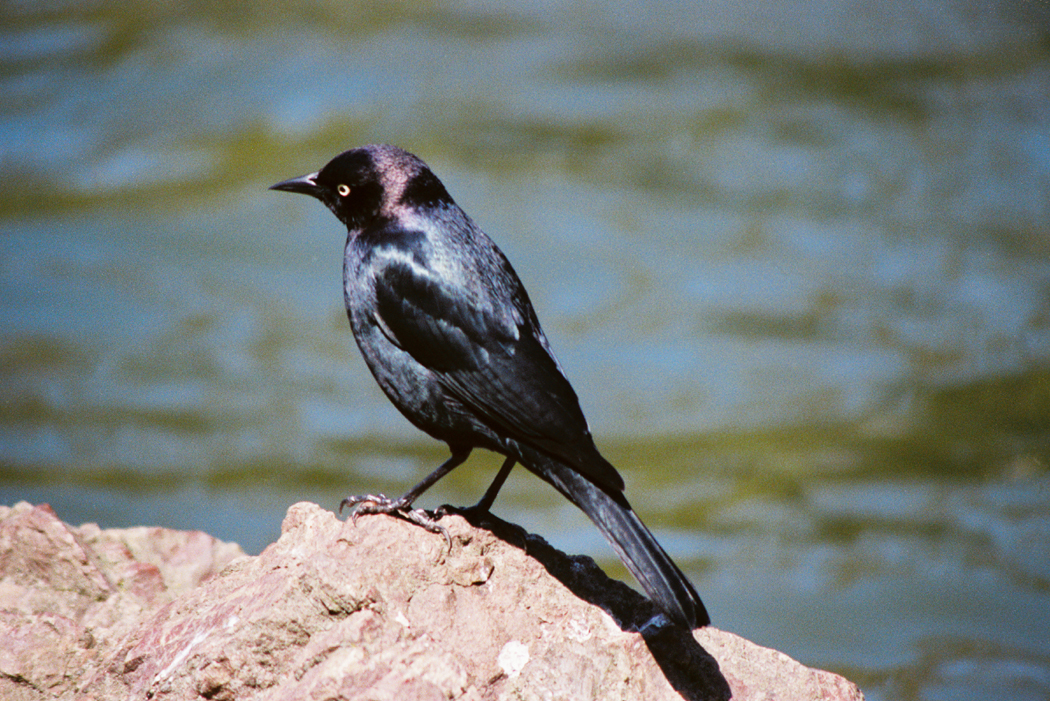
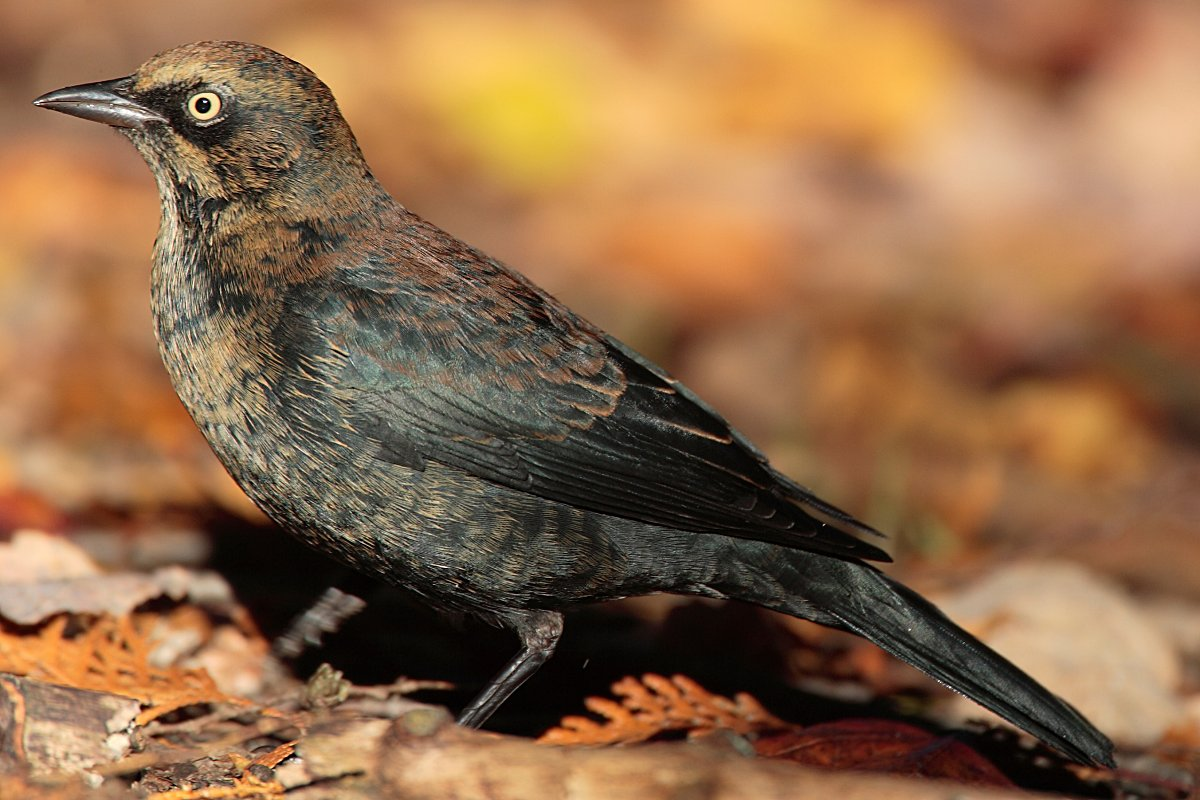